# Linea Zamoskvoreckaja
La linea Zamoskvoreckaja (in russo Замоскворе́цкая ли́ния?) o linea 2, in precedenza detta linea Gorkovsko-Zamoskvoretskaya (Го́рьковско-Замоскворе́цкая), è una linea della metropolitana di Mosca. Inaugurata nel 1938, è cronologicamente la terza linea del sistema. Conta 24 stazioni, e si estende per 42,8 km, attraversando la capitale russa in direzione nord-sud. Gran parte della linea si estende sottoterra, ma ci sono alcuni tratti in superficie o su percorsi sopraelevati, principalmente dove la linea attraversa la Moscova. La linea Zamoskvoreckaja comprende molti esempi di architettura originale della Metropolitana di Mosca, e contiene la stazione che è probabilmente la più fotografata dell'intera rete: Majakovskaja.

## Storia
La prima sezione della linea seguì l'arteria più trafficata della capitale russa, Leningradskij Prospekt spostandosi poi sotto via Tverskaja verso il centro, e collegando poi i quartieri nord-occidentali di Aeroport e Begovoy insieme alla stazione ferroviaria Belorussky nel 1938.
La seconda tratta, la cui costruzione procedette senza interruzioni anche durante la seconda guerra mondiale, aprì nel 1943 e proseguì verso la Piazza Rossa e poi sotto la Moscova verso il quartiere densamente popolato di Zamoskvoreče (da qui il nome della linea), e poi verso la stazione ferroviaria Paveleckij, per procedere poi verso la Fabbrica Stalin a sud-est di Mosca.
Erano in progetto inizialmente diverse estensioni, tra cui quella verso nord seguendo l'autostrada Leningradskij e il Canale di Mosca verso il Porto settentrionale nel 1964. Una delle estensioni verso sud raggiunse nel 1969 il quartiere industriale Nagatino e il parco Kolomenskoye, mentre il resto della tratta confluì poi nella futura Linea Kachovskaja. Nel 1984 fu dato inizio ai lavori per la terza estensione, che fu divisa in due tratti: quello verso sud attraverso il parco Caricyno e verso i quartieri Orechovo-Borisovo. L'allagamento di un tunnel obbligò tuttavia alla chiusura del tunnel appena un giorno dopo l'inaugurazione; nel 1985 fu completata il secondo stadio dell'estensione, e la linea raggiunse l'estensione di 36,9 km con 20 stazioni e un traffico giornaliero di 1,8 milioni di passeggeri.
La storia complessa della linea è rispecchiata dalle sue architetture, particolarmente nelle stazioni in cui è possibile vedere le migliori opere Art déco pre-belliche. Tra tutte, la più fotografata è Majakovskaja, che si trova anche su molte copertine di brochure e guide turistiche di Mosca.
Quando nel 1938 fu aperta la linea, per distinguere le allora tre linee della metropolitana furono introdotti i colori. La prima linea, la Sokol'ničeskaja, divenne la linea rossa, principalmente per ragioni politiche. Nonostante cronologicamente la Linea Arbatsko-Pokrovskaja fosse stata la seconda linea ad aprire con il colore blu, mentre la Zamoskvoreckaja fu solo la terza ad essere inaugurata (con colore verde), a causa della maggiore importanza di quest'ultima, ad essa fu assegnato il numero 2, mentre l'Arbatsko-Pokrovskaja divenne la linea 3. Questa tradizione è stata seguita in tutte le altre linee metropolitane delle città ex-sovietiche, in cui la prima linea fu sempre assegnato il colore rosso, mentre alla seconda e alla terza sempre il blu o il verde. Alcune città, comunque, come avvenne per la Metropolitana di Minsk, decisero di non seguire la tradizione.

### Cronologia
| Tratto                            | Data di apertura  | Lunghezza |
| --------------------------------- | ----------------- | --------- |
| Sokol-Teatral'naja                | 11 settembre 1938 | 8,5 km    |
| Teatral'naja-Avtozavodskaja       | 1º gennaio 1943   | 6,2 km    |
| Novokuzneckaja, Paveleckaja       | 20 novembre 1943  | N/A       |
| Sokol-Rečnoj vokzal               | 30 dicembre 1964  | 6,2 km    |
| Avtozavodskaja-Kachovskaja        | 11 agosto 1969    | 9,5 km    |
| Tverskaja                         | 20 luglio 1979    | N/A       |
| Kaširskaja-Orechovo               | 28 dicembre 1984  | 6,4 km    |
| Orechovo-Krasnogvardejskaja       | 7 settembre 1985  | 3,4 km    |
| Kaširskaja-Kachovskaja separate   | 20 novembre 1995  | - 3.4 km  |
| Krasnogvardejskaja-Alma-Atinskaja | 24 dicembre 2012  | 3.09 km   |
| Technopark                        | 28 dicembre 2015  | N/A       |
| Rečnoj vokzal-Chovrino            | 31 dicembre 2017  | 3 km      |
| Belomorskaja                      | 20 dicembre 2018  | 0 km      |
| Totale                            | 24 stazioni       | 42,8 km   |

### Cambiamenti di nome
| Stazione       | Nome precedente     | Anni      |
| -------------- | ------------------- | --------- |
| Tverskaja      | Gorkovskaya         | 1979-1990 |
| Teatral'naja   | Ploščad' Sverdlova  | 1938-1990 |
| Avtozavodskaja | Zavod Imeni Stalina | 1943-1957 |
| Caricyno       | Lenino              | 1983-1990 |

## Interscambi
| Linea                              | Stazione                                        |
| ---------------------------------- | ----------------------------------------------- |
| Linea Sokol'ničeskaja              | Teatral'naja                                    |
| Linea Arbatsko-Pokrovskaja         | Teatral'naja                                    |
| Linea Kol'cevaja                   | Belorusskaja, Paveleckaja                       |
| Linea Kalužsko-Rižskaja            | Novokuzneckaja                                  |
| Linea Tagansko-Krasnopresnenskaja  | Tverskaja                                       |
| Linea Kalininskaja-Solncevskaja    | Novokuzneckaja, Dinamo (metropolitana di Mosca) |
| Linea Serpuchovsko-Timirjazevskaja | Tverskaja                                       |
| Linea Ljublinsko-Dmitrovskaja      | Krasnogvardejskaja                              |
| Linea Kachovskaja                  | Kaširskaja                                      |
| Anello centrale di Mosca           | Vojkovskaja, Avtozavodskaja                     |

La stazione di interscambio Kashirskaya ha una piattaforma in comune.

## Materiale rotabile
La linea è servita dai depositi Sokol (N°2) e Zamoskvoretskoe (N°7) ai quali sono assegnati rispettivamente 39 e 36 treni a otto carrozze. La linea ha iniziato a ricevere nel 1980 i treni 81-714/717, sostituendo i vecchi modelli E in un programma terminato nel 1987. alcuni di questi sono stati restaurati allo standard .5; quando il ramo Kachovskaya si è distaccato dalla linea principale, al deposito Zamoskvoretskoe sono stati formati sette treni a sei carrozze.

## Eventi recenti e progetti futuri
La linea presenta una combinazione di stazioni che furono costruite in diversi periodi e alcune sono addirittura state ricostruite. Inoltre, è una delle linee più affollate del sistema e alcune stazioni, che hanno quasi 70 anni, mostrano i segni del tempo. Belorusskaja è stata soggetta a lavori di estetica, che hanno portato a sostituire i vecchi muri in ceramica con nuovi in marmo. La stazione Majakovskaja, famosa in tutto il mondo, a seguito dell'apertura nel 2005 della seconda uscita, ha chiuso per permettere la sostituzione degli ascensori. La ricostruzione avverrà secondo il progetto degli anni sessanta, che comprende anche la sostituzione delle piastrelle in ceramica con lamine di alluminio.
L'estensione verso nord è in corso di approvazione, con le stazioni di Belomorskaja e Ulica Dybenko, che poi probabilmente porterà la linea verso la città di Chimki, nell'Oblast' di Mosca.
Quando fu costruita la linea, furono lasciati tratti con tunnel provvisori, per garantire la potenziale costruzione futura di nuove stazioni. Una di queste fu Gorkovskaja (oggi Tverskaja), tra Majakovskaja e Teatral'naja, che fu aperta nel 1979. Rimangono tuttavia molte stazioni ancora da costruire: Sovetskaja tra Tverskaja e Teatra'naja, Bega tra Dinamo e Belorusskaja, Veshnyadskij Pereulok tra Novokuznetskaja e Paveletskaja e Moskvorechye (anche detta Vasilyevskij Spusk) tra Teatral'naja e Novokuznetskaja.
Oltre alle stazioni previste, è stata approvata un'altra stazione al livello del suolo tra Avtozavodskaja e Kolomenskaja. Il nome provvisorio era Nagatinskij Zaton o Prospekt Andropova, anche se poi il nome scelto è stato Tekhnopark.